# IndyCar Series 2024
De IndyCar Series 2024 was het 29e kampioenschap van de IndyCar Series. De 108e Indianapolis 500 werd gehouden op 26 mei 2024. Álex Palou was de regerend kampioen bij de coureurs.
Na de laatste race op de Nashville Superspeedway werd Chip Ganassi Racing-coureur Palou voor de derde keer in zijn carrière gekroond tot IndyCar Series-kampioen. Het was voor het eerst sinds Dario Franchitti in 2011 dat een coureur zijn titel succesvol wist te verdedigen. Andretti Global-rijder Colton Herta werd tweede, terwijl Scott McLaughlin voor Team Penske als derde eindigde.

## Schema
Op 25 september 2023 werd de kalender voor 2024 bekendgemaakt. De ronde op The Thermal Club is een niet-kampioenschapsrace. Op 14 februari 2024 werd de locatie van de seizoensfinale aangepast.
| Rnd | Datum        | Race naam                                                     | Circuit                                     | Locatie                 |
| --- | ------------ | ------------------------------------------------------------- | ------------------------------------------- | ----------------------- |
| 1   | 10 maart     | Firestone Grand Prix of St. Petersburg                        | Stratencircuit St. Petersburg               | St. Petersburg, Florida |
| NC  | 24 maart     | The Thermal Club $1 Million Challenge                         | The Thermal Club                            | Thermal, Californië     |
| 2   | 21 april     | Acura Grand Prix of Long Beach                                | Stratencircuit Long Beach                   | Long Beach, Californië  |
| 3   | 28 april     | Indy Grand Prix of Alabama                                    | Barber Motorsports Park                     | Birmingham, Alabama     |
| 4   | 11 mei       | GMR Grand Prix                                                | Indianapolis Motor Speedway (binnencircuit) | Speedway, Indiana       |
| 5   | 26 mei       | 108th Running of the Indianapolis 500 presented by Gainbridge | Indianapolis Motor Speedway                 | Speedway, Indiana       |
| 6   | 2 juni       | Chevrolet Detroit Grand Prix presented by Lear                | Stratencircuit Detroit                      | Detroit, Michigan       |
| 7   | 9 juni       | Sonsio Grand Prix at Road America                             | Road America                                | Elkhart Lake, Wisconsin |
| 8   | 23 juni      | Firestone Grand Prix of Monterey                              | WeatherTech Raceway Laguna Seca             | Monterey, Californië    |
| 9   | 7 juli       | Indy 200 at Mid-Ohio                                          | Mid-Ohio Sports Car Course                  | Lexington, Ohio         |
| 10  | 13 juli      | Hy-Vee Homefront 250 presented by Instacart                   | Iowa Speedway                               | Newton, Iowa            |
| 11  | 14 juli      | Hy-Vee One Step 250 presented by Gatorade                     | Iowa Speedway                               | Newton, Iowa            |
| 12  | 21 juli      | Honda Indy Toronto                                            | Stratencircuit Toronto                      | Toronto, Ontario        |
| 13  | 17 augustus  | Bommarito Automotive Group 500                                | World Wide Technology Raceway               | Madison, Illinois       |
| 14  | 25 augustus  | Grand Prix of Portland                                        | Portland International Raceway              | Portland, Oregon        |
| 15  | 31 augustus  | Milwaukee Mile Race 1                                         | Milwaukee Mile                              | West Allis, Wisconsin   |
| 16  | 1 september  | Milwaukee Mile Race 2                                         | Milwaukee Mile                              | West Allis, Wisconsin   |
| 17  | 15 september | Big Machine Music City Grand Prix                             | Nashville Superspeedway                     | Lebanon, Tennessee      |

Wijzigingen op de kalender ten opzichte van 2023
- De race op het Nashville Street Circuit zou de nieuwe seizoensfinale worden. Het circuit moest aangepast worden vanwege werkzaamheden in de buurt. Later werd de locatie van deze race gewijzigd naar de Nashville Superspeedway, die voor het eerst sinds 2008 op de kalender staat.
- De oude seizoensfinale op Laguna Seca is verplaatst naar juni.
- Er wordt voor het eerst een niet-kampioenschapsronde gehouden op The Thermal Club.
- De race op de Texas Motor Speedway, die vanaf 1997 onafgebroken op de kalender stond, is geschrapt.
- De tweede race op het binnencircuit van de Indianapolis Motor Speedway is geschrapt.
- De Milwaukee Mile staat voor het eerst sinds 2015 op de kalender.

## Teams en rijders
| Team                                                         | Motor     | Nr | Rijders                 | Ronden                  |
| ------------------------------------------------------------ | --------- | -- | ----------------------- | ----------------------- |
| Team Penske                                                  | Chevrolet | 2  | Josef Newgarden         | Alle                    |
| Team Penske                                                  | Chevrolet | 3  | Scott McLaughlin        | Alle                    |
| Team Penske                                                  | Chevrolet | 12 | Will Power              | Alle                    |
| Chip Ganassi Racing                                          | Honda     | 4  | Kyffin Simpson (R)      | Alle                    |
| Chip Ganassi Racing                                          | Honda     | 8  | Linus Lundqvist (R)     | Alle                    |
| Chip Ganassi Racing                                          | Honda     | 9  | Scott Dixon             | Alle                    |
| Chip Ganassi Racing                                          | Honda     | 10 | Álex Palou              | Alle                    |
| Chip Ganassi Racing                                          | Honda     | 11 | Marcus Armstrong        | Alle                    |
| Arrow McLaren SP                                             | Chevrolet | 5  | Patricio O'Ward         | Alle                    |
| Arrow McLaren SP                                             | Chevrolet | 6  | Callum Ilott            | 1, 5, NC                |
| Arrow McLaren SP                                             | Chevrolet | 6  | Nolan Siegel (R)        | 8-17                    |
| Arrow McLaren SP                                             | Chevrolet | 6  | Théo Pourchaire (R)     | 2-4, 6-7                |
| Arrow McLaren SP                                             | Chevrolet | 7  | Théo Pourchaire (R)     | 12                      |
| Arrow McLaren SP                                             | Chevrolet | 7  | Alexander Rossi         | Alle                    |
| McLaren-Hendrick                                             | Chevrolet | 17 | Kyle Larson (R)         | 5                       |
| Meyer Shank Racing                                           | Honda     | 06 | Hélio Castroneves       | 5                       |
| Meyer Shank Racing                                           | Honda     | 66 | Hélio Castroneves       | 6-7                     |
| Meyer Shank Racing                                           | Honda     | 66 | Tom Blomqvist (R)       | 1-5                     |
| Meyer Shank Racing                                           | Honda     | 66 | David Malukas           | 8-17                    |
| Meyer Shank Racing                                           | Honda     | 60 | Felix Rosenqvist        | Alle                    |
| A.J. Foyt Enterprises                                        | Chevrolet | 14 | Santino Ferrucci        | Alle                    |
| A.J. Foyt Enterprises                                        | Chevrolet | 41 | Sting Ray Robb          | Alle                    |
| Rahal Letterman Lanigan Racing                               | Honda     | 15 | Graham Rahal            | Alle                    |
| Rahal Letterman Lanigan Racing                               | Honda     | 30 | Pietro Fittipaldi       | Alle                    |
| Rahal Letterman Lanigan Racing                               | Honda     | 45 | Christian Lundgaard     | Alle                    |
| Rahal Letterman Lanigan Racing                               | Honda     | 75 | Takuma Sato             | 5                       |
| Rahal Letterman Lanigan Racing                               | Honda     | 75 | Jüri Vips (R)           | 14                      |
| Dale Coyne Racing                                            | Honda     | 18 | Jack Harvey             | 1-4, 6-11, 13-17        |
| Dale Coyne Racing                                            | Honda     | 18 | Conor Daly              | 11                      |
| Dale Coyne Racing                                            | Honda     | 18 | Hunter McElrea (R)      | 12                      |
| Dale Coyne Racing                                            | Honda     | 18 | Nolan Siegel (R)        | 5, NC                   |
| Dale Coyne Racing with Rick Ware Racing                      | Honda     | 51 | Nolan Siegel (R)        | 2                       |
| Dale Coyne Racing with Rick Ware Racing                      | Honda     | 51 | Colin Braun (R)         | 1, NC                   |
| Dale Coyne Racing with Rick Ware Racing                      | Honda     | 51 | Luca Ghiotto (R)        | 3-4, 7-8                |
| Dale Coyne Racing with Rick Ware Racing                      | Honda     | 51 | Katherine Legge         | 5, 10-11, 13, 15-17     |
| Dale Coyne Racing with Rick Ware Racing                      | Honda     | 51 | Tristan Vautier         | 6                       |
| Dale Coyne Racing with Rick Ware Racing                      | Honda     | 51 | Toby Sowery (R)         | 9, 12, 14               |
| Dreyer & Reinbold Racing / Cusick Motorsports                | Chevrolet | 23 | Ryan Hunter-Reay        | 5                       |
| Dreyer & Reinbold Racing / Cusick Motorsports                | Chevrolet | 24 | Conor Daly              | 5                       |
| Ed Carpenter Racing                                          | Chevrolet | 33 | Christian Rasmussen (R) | 5                       |
| Ed Carpenter Racing                                          | Chevrolet | 20 | Christian Rasmussen (R) | 1-4, 6-9, 12, 14-17, NC |
| Ed Carpenter Racing                                          | Chevrolet | 20 | Ed Carpenter            | 5, 10-11, 13            |
| Ed Carpenter Racing                                          | Chevrolet | 21 | Rinus VeeKay            | Alle                    |
| Andretti Global with Curb-Agajanian                          | Honda     | 26 | Colton Herta            | Alle                    |
| Andretti Global                                              | Honda     | 27 | Kyle Kirkwood           | Alle                    |
| Andretti Global                                              | Honda     | 28 | Marcus Ericsson         | Alle                    |
| Andretti Herta Global with Marco Andretti and Curb-Agajanian | Honda     | 98 | Marco Andretti          | 5                       |
| Juncos Hollinger Racing                                      | Chevrolet | 77 | Romain Grosjean         | Alle                    |
| Juncos Hollinger Racing                                      | Chevrolet | 78 | Agustín Canapino        | 1-6, 8-12, NC           |
| Juncos Hollinger Racing                                      | Chevrolet | 78 | Nolan Siegel (R)        | 7                       |
| Juncos Hollinger Racing                                      | Chevrolet | 78 | Conor Daly              | 13-17                   |

## Uitslagen
| Ronde | Race             | Poleposition     | Snelste ronde       | Meeste ronden aan de leiding | Winnaar          | Winnaar             | Winnaar      |
| Ronde | Race             | Poleposition     | Snelste ronde       | Meeste ronden aan de leiding | Coureur          | Team                | Constructeur |
| ----- | ---------------- | ---------------- | ------------------- | ---------------------------- | ---------------- | ------------------- | ------------ |
| 1     | St. Petersburg   | Josef Newgarden  | Kyffin Simpson      | niet uitgereikt              | Patricio O'Ward  | Arrow McLaren SP    | Chevrolet    |
| NC    | Thermal Club     | Álex Palou       | Álex Palou          | Álex Palou                   | Álex Palou       | Chip Ganassi Racing | Honda        |
| 2     | Long Beach       | Felix Rosenqvist | Marcus Ericsson     | Scott Dixon                  | Scott Dixon      | Chip Ganassi Racing | Honda        |
| 3     | Birmingham       | Scott McLaughlin | Scott McLaughlin    | Scott McLaughlin             | Scott McLaughlin | Team Penske         | Chevrolet    |
| 4     | Indianapolis GP  | Álex Palou       | Álex Palou          | Álex Palou                   | Álex Palou       | Chip Ganassi Racing | Honda        |
| 5     | Indianapolis 500 | Scott McLaughlin | Christian Lundgaard | Scott McLaughlin             | Josef Newgarden  | Team Penske         | Chevrolet    |
| 6     | Detroit          | Colton Herta     | Colton Herta        | Scott Dixon                  | Scott Dixon      | Chip Ganassi Racing | Honda        |
| 7     | Road America     | Linus Lundqvist  | Scott Dixon         | Scott McLaughlin             | Will Power       | Team Penske         | Chevrolet    |
| 8     | Laguna Seca      | Álex Palou       | Marcus Ericsson     | Álex Palou                   | Álex Palou       | Chip Ganassi Racing | Honda        |
| 9     | Mid-Ohio         | Álex Palou       | Josef Newgarden     | Álex Palou                   | Patricio O'Ward  | Arrow McLaren SP    | Chevrolet    |
| 10    | Iowa             | Colton Herta     | Josef Newgarden     | Scott McLaughlin             | Scott McLaughlin | Team Penske         | Chevrolet    |
| 11    | Iowa             | Scott McLaughlin | Josef Newgarden     | Álex Palou                   | Will Power       | Team Penske         | Chevrolet    |
| 12    | Toronto          | Colton Herta     | Scott Dixon         | Colton Herta                 | Colton Herta     | Andretti Global     | Honda        |
| 13    | Gateway          | Scott McLaughlin | Josef Newgarden     | Will Power                   | Josef Newgarden  | Team Penske         | Chevrolet    |
| 14    | Portland         | Santino Ferrucci | David Malukas       | Will Power                   | Will Power       | Team Penske         | Chevrolet    |
| 15    | Milwaukee        | Scott McLaughlin | Scott McLaughlin    | Patricio O'Ward              | Patricio O'Ward  | Arrow McLaren SP    | Chevrolet    |
| 16    | Milwaukee        | Josef Newgarden  | Scott Dixon         | Scott McLaughlin             | Scott McLaughlin | Team Penske         | Chevrolet    |
| 17    | Nashville        | Kyle Kirkwood    | Patricio O'Ward     | Kyle Kirkwood                | Colton Herta     | Andretti Global     | Honda        |

## Kampioenschap
| 1   | Álex Palou          | 4   | 1L* | 3   | 5L  | 1L* | 5L   | 16L | 4L  | 1L* | 2L* | 23  | 2L* | 4   | 4    | 2L  | 5   | 19  | 11  | 544    |
| 2   | Colton Herta        | 3L  | 4   | 2L  | 8   | 7   | 23   | 19L | 6L  | 2L  | 4   | 11L | 5   | 1L* | 5    | 4L  | 22L | 3L  | 1L  | 513    |
| 3   | Scott McLaughlin    | 27  | 2   | 26  | 1L* | 6L  | 61L* | 20  | 3L* | 21  | 3L  | 1L* | 3L  | 16  | 2L   | 7   | 8L  | 1L* | 5   | 505    |
| 4   | Will Power          | 2   | DNQ | 6L  | 2L  | 2   | 242  | 6   | 1L  | 7   | 11  | 18  | 1L  | 12  | 18L* | 1L* | 2L  | 10L | 24  | 498    |
| 5   | Patricio O'Ward     | 1   | DNQ | 16  | 23  | 13  | 28L  | 7   | 8   | 8   | 1L  | 2   | 6   | 17  | 26   | 15  | 1L* | 24  | 2L  | 460    |
| 6   | Scott Dixon         | 7   | DNQ | 1L* | 15  | 4L  | 3L   | 1L* | 21  | 6   | 27  | 4   | 4   | 3L  | 11L  | 28  | 10  | 2   | 17  | 456    |
| 7   | Kyle Kirkwood       | 10  | DNQ | 7L  | 10  | 11  | 711L | 4L  | 5L  | 5L  | 8   | 7   | 16  | 2   | 22   | 10  | 12  | 8   | 4L* | 420    |
| 8   | Josef Newgarden     | 26  | 8   | 4L  | 16  | 17  | 13L  | 26L | 2L  | 19L | 25  | 3   | 7   | 11  | 1L   | 3L  | 27  | 27L | 3L  | 401    |
| 9   | Santino Ferrucci    | 9   | DNQ | 21  | 7L  | 27  | 86L  | 9   | 15  | 9   | 10  | 6   | 11  | 20  | 12   | 8   | 4   | 4L  | 6   | 367    |
| 10  | Alexander Rossi     | 6   | 7   | 10  | 25  | 8L  | 44L  | 5   | 18  | 3L  | 6   | 8   | 15  | Wth | 19L  | 12  | 7   | 6L  | 15L | 366    |
| 11  | Christian Lundgaard | 18L | 9   | 23  | 6   | 3L  | 13L  | 11L | 11  | 15  | 7   | 22  | 17  | 7   | 15   | 13  | 9   | 12  | 19  | 312    |
| 12  | Felix Rosenqvist    | 5   | 3   | 9L  | 4L  | 10  | 279  | 8   | 14L | 11  | 14  | 13  | 26  | 23  | 6    | 14  | 13  | 11  | 27  | 306    |
| 13  | Rinus VeeKay        | 8   | DNQ | 14  | 17  | 26  | 97L  | 14  | 24  | 26  | 19  | 5   | 9   | 8   | 10   | 11  | 14  | 7   | 12  | 300    |
| 14  | Marcus Armstrong    | 25  | 5   | 12  | 9   | 5L  | 30   | 3   | 26  | 22  | 17  | 10  | 19  | 5   | 8    | 5L  | 21  | 26  | 7   | 298    |
| 15  | Marcus Ericsson     | 23  | DNQ | 5   | 18  | 16  | 32   | 2   | 9   | 10L | 5   | 9   | 23  | 18L | 24L  | 6   | 26  | 5   | 25  | 297    |
| 16  | Linus Lundqvist     | 21  | 6   | 13  | 3L  | 24  | 28   | 22  | 12  | 17  | 15  | 21  | 12L | 13  | 3    | 23  | 6L  | 20  | 8   | 279    |
| 17  | Romain Grosjean     | 22  | DNQ | 8   | 12  | 12  | 19   | 23  | 7   | 4   | 23  | 24  | 10  | 9   | 16   | 27  | 24  | 9   | 16  | 260    |
| 18  | Graham Rahal        | 14  | 11  | 17  | 11  | 9L  | 15L  | 15  | 10  | 24  | 18  | 16  | 8   | 10  | 23   | 9   | 20  | 23  | 23  | 251    |
| 19  | Pietro Fittipaldi   | 13  | 12  | 24  | 27  | 14L | 33   | 13  | 16  | 14  | 24  | 20  | 20  | 19  | 14   | 25  | 18  | 21  | 21  | 186    |
| 20  | Sting Ray Robb      | 24  | DNQ | 18  | 26  | 22  | 16L  | 21  | 17  | 20  | 16  | 15  | 21  | 25  | 9L   | 18  | 23  | 18  | 20  | 185    |
| 21  | Kyffin Simpson      | 12  | DNQ | 19  | 14  | 15  | 21L  | 24  | 27  | 23  | 21  | 14  | 18  | 22  | 25   | 16  | 25  | 13  | 22  | 182    |
| 22  | Christian Rasmussen | 19  | DNQ | 27  | 24  | 20  | 12L  | 27  | 20  | 13  | 9   |     |     | 27  |      | 26  | 11  | 16  | 14  | 163    |
| 23  | Nolan Siegel        |     | DNQ | 20  |     |     | DNQ  |     | 23  | 12  | 20  | 12  | 14  | 21  | 7L   | 21  | 17  | 25  | 18  | 154    |
| 24  | David Malukas       |     |     |     |     |     |      |     |     | 16  | 12  | 27  | 13  | 6   | 21L  | 20  | 15  | 22  | 9L  | 148    |
| 25  | Jack Harvey         | 17  |     | 25  | 13  | 18  |      | 17  | 25  | 25  | 26  | 25  | Wth |     | 20   | 24  | 16  | 14  | 13  | 143    |
| 26  | Conor Daly          |     |     |     |     |     | 10L  |     |     |     |     |     | 27  |     | 13   | 22  | 3   | 17  | 10  | 119    |
| 27  | Agustín Canapino    | 16  | 10  | 15  | 20  | 21  | 22   | 12  |     | 18  | 22  | 26  | 25  | 26  |      |     |     |     |     | 109    |
| 28  | Théo Pourchaire     |     |     | 11  | 22  | 19  |      | 10  | 13  |     |     |     |     | 14  |      |     |     |     |     | 91     |
| 29  | Katherine Legge     |     |     |     |     |     | 29   |     |     |     |     | 17  | 24  |     | 27   |     | 19  | 15L | 26  | 61     |
| 30  | Tom Blomqvist       | 15  | DNQ | 22  | 19  | 23  | 31   |     |     |     |     |     |     |     |      |     |     |     |     | 46     |
| 31  | Toby Sowery         |     |     |     |     |     |      |     |     |     | 13  |     |     | 15  |      | 17  |     |     |     | 45     |
| 32  | Ed Carpenter        |     |     |     |     |     | 17L  |     |     |     |     | 19  | 22  |     | 17   |     |     |     |     | 45     |
| 33  | Callum Ilott        | 11  | DNQ |     |     |     | 11L  |     |     |     |     |     |     |     |      |     |     |     |     | 39     |
| 34  | Luca Ghiotto        |     |     |     | 21  | 25  |      |     | 22  | 27  |     |     |     |     |      |     |     |     |     | 27     |
| 35  | Hélio Castroneves   |     |     |     |     |     | 20   | 25  | 19  |     |     |     |     |     |      |     |     |     |     | 26     |
| 36  | Kyle Larson         |     |     |     |     |     | 185L |     |     |     |     |     |     |     |      |     |     |     |     | 21     |
| 37  | Takuma Sato         |     |     |     |     |     | 1410 |     |     |     |     |     |     |     |      |     |     |     |     | 19     |
| 38  | Tristan Vautier     |     |     |     |     |     |      | 18  |     |     |     |     |     |     |      |     |     |     |     | 12     |
| 39  | Jüri Vips           |     |     |     |     |     |      |     |     |     |     |     |     |     |      | 19  |     |     |     | 11     |
| 40  | Colin Braun         | 20  | DNQ |     |     |     |      |     |     |     |     |     |     |     |      |     |     |     |     | 10     |
| 41  | Hunter McElrea      |     |     |     |     |     |      |     |     |     |     |     |     | 24  |      |     |     |     |     | 6      |
| 42  | Ryan Hunter-Reay    |     |     |     |     |     | 2612 |     |     |     |     |     |     |     |      |     |     |     |     | 6      |
| 43  | Marco Andretti      |     |     |     |     |     | 25   |     |     |     |     |     |     |     |      |     |     |     |     | 5      |
| Pos | Rijder              | STP | THE | LBH | ALA | IMS | INDY | DET | RDA | LAG | MDO | IOW | IOW | TOR | GAT  | POR | MIL | MIL | NSH | Punten |

| Kleur               | Resultaat                                            |
| ------------------- | ---------------------------------------------------- |
| Goud                | Winnaar                                              |
| Zilver              | 2de plaats                                           |
| Brons               | 3de plaats                                           |
| Groen               | 4de en 5de plaats                                    |
| Lichtblauw          | 6de–10de plaats                                      |
| Donkerblauw         | Gefinisht (buiten de Top 10)                         |
| Paars               | Niet gefinisht                                       |
| Rood                | Niet gekwalificeerd (DNQ)                            |
| Bruin               | Teruggetrokken (Wth)                                 |
| Zwart               | Gediskwalificeerd (DSQ)                              |
| Wit                 | Niet Gestart (DNS)                                   |
| Blank               | Nam geen deel aan de race (DNP)                      |
| Blank               | Niet geracet                                         |
| Toegevoegde info    |                                                      |
| vet                 | Pole positie (1 punt, behalve Indy)                  |
| L                   | Ronde geleid (1 punt)                                |
| *                   | Meeste ronden aan de leiding (2 punten)              |
| cursief             | Snelste ronde                                        |
| 1-12                | Kwalificatiepositie Indy 500                         |
| c                   | Kwalificatie geannuleerd, geen bonuspunten uigedeeld |
| Rookie van het jaar |                                                      |
| Rookie              |                                                      |

| Positie                       | 1  | 2  | 3  | 4  | 5  | 6  | 7  | 8  | 9  | 10 | 11 | 12 | 13 | 14 | 15 | 16 | 17 | 18 | 19 | 20 | 21 | 22 | 23 | 24 | 25 | 26 | 27 | 28 | 29 | 30 | 31 | 32 | 33 |
| ----------------------------- | -- | -- | -- | -- | -- | -- | -- | -- | -- | -- | -- | -- | -- | -- | -- | -- | -- | -- | -- | -- | -- | -- | -- | -- | -- | -- | -- | -- | -- | -- | -- | -- | -- |
| Punten                        | 50 | 40 | 35 | 32 | 30 | 28 | 26 | 24 | 22 | 20 | 19 | 18 | 17 | 16 | 15 | 14 | 13 | 12 | 11 | 10 | 9  | 8  | 7  | 6  | 5  | 5  | 5  | 5  | 5  | 5  | 5  | 5  | 5  |
| Indianapolis 500 kwalificatie | 12 | 11 | 10 | 9  | 8  | 7  | 6  | 5  | 4  | 3  | 2  | 1  |    |    |    |    |    |    |    |    |    |    |    |    |    |    |    |    |    |    |    |    |    |